# Мальта на летних Олимпийских играх 1936
Мальта принимала участие в Летних Олимпийских играх 1936 года в Берлине (Германия), но не завоевала ни одной медали. Страна вернулась на Олимпийские игры после пропуска Олимпиады 1932 года.

## Результаты

### Водное поло
Группа 2
| Место | Команда        | Игр | Поб | Н | Пор | ГЗ | ГП | Очк |  | Венгрия | Великобритания | Югославия | Мальта |
| ----- | -------------- | --- | --- | - | --- | -- | -- | --- |  | ------- | -------------- | --------- | ------ |
| 1.    | Венгрия        | 3   | 3   | 0 | 0   | 26 | 2  | 6   |  | X       | 10:1           | 4:1       | 12:0   |
| 2.    | Великобритания | 3   | 2   | 0 | 1   | 13 | 15 | 4   |  | 1:10    | X              | 4:3       | 8:2    |
| 3.    | Югославия      | 3   | 1   | 0 | 2   | 11 | 8  | 2   |  | 1:4     | 3:4            | X         | 7:0    |
| 4.    | Мальта         | 3   | 0   | 0 | 3   | 2  | 27 | 0   |  | 0:12    | 2:8            | 0:7       | X      |

### Лёгкая атлетика
| Спортсмен                | Дисциплина | Первый раунд | Первый раунд | Четвертьфинал        | Четвертьфинал        | Полуфинал            | Полуфинал            | Финал                | Финал                |
| Спортсмен                | Дисциплина | Время        | Место        | Время                | Место                | Время                | Место                | Время                | Место                |
| ------------------------ | ---------- | ------------ | ------------ | -------------------- | -------------------- | -------------------- | -------------------- | -------------------- | -------------------- |
| Альфред Бенчини          | 100 м      | хуже 11,3    | 5            | Завершил выступления | Завершил выступления | Завершил выступления | Завершил выступления | Завершил выступления | Завершил выступления |
| Аустин Кассар-Торреджани | 100 м      | хуже 11,1    | 5            | Завершил выступления | Завершил выступления | Завершил выступления | Завершил выступления | Завершил выступления | Завершил выступления |